# 이각 (1884년)
이각(李珏, 1884년 음력 3월 13일 ~ ?)은 대한제국과 일제강점기의 군인이다.

## 생애
1900년에 대한제국 육군무관학교 학도로 뽑혀 1903년에 졸업하였다. 보병 참위로 임관하여 진위대에 배치 받아 장교로 복무했다.
1907년에 대한제국 군대 해산 사건이 일어났다. 이때 이각은 육군 보병 참위로 진위대 제3대대에서 복무하던 중이었으며, 군대가 해산되면서 면직되었다. 품계는 9품이었다. 당분간 군부에 배치받아 근무하게 되었다.
이후 일본군 육군으로 소속을 옮겨 조선군사령부에서 복무하며 보병 대위에 올랐다. 조선군사령부에는 일본육군사관학교 등 일본 유학을 거친 장교들이 많았고, 이각은 예외적인 경우였다. 일본군 보병 중위이던 1920년에 훈6등 서보장을 받고 종7위에 서위된 바 있다.
2008년 민족문제연구소가 발표한 친일인명사전 수록예정자 명단 중 군 부문에 선정되었다.

## 참고 자료
- 이각(李珏) - 국사편찬위원회